# David Merritt
David Merritt (né en 1955) est un astrophysicien américain, professeur à l'Institut de technologie de Rochester à Rochester dans l'État de New York. Il obtint son PhD en astrophysique à l'université de Princeton et occupa des emplois post-doctoraux à l'université de Californie (Berkeley) et à l'Institut canadien d'astrophysique théorique à Toronto. Ses domaines de recherche sont la dynamique et l'évolution des galaxies, les trous noirs supermassifs et la simulation numérique en astrophysique.
David Merritt a été président de la Division on Dynamical Astronomy de l'Union américaine d'astronomie. Il est l'un des membres fondateurs du Center for Computational Relativity and Gravitation du RIT.
Ses principales contributions scientifiques comprennent le modèle d'Osipkov-Merritt (en), le spin-flip des trous noirs, l'estimateur de masse de Leonard-Merritt, la relation M-sigma, les systèmes stellaires ayant des températures négatives
 et le mouvement brownien rotationnel.

## Médiagraphie

### Livres
- Merritt, D. Dynamics and Evolution of Galactic Nuclei (Princeton: Princeton University Press), 551 pp., 2013

### Publications
- Ferrarese, L. et Merritt, D. (2002). Supermassive Black Holes. Physics World, juin 2002, p. 41.

### Vidéos
- (en) Schwarzschild Barrier